# Campionats del món de ciclisme en ruta de 2017
Els Campionats del món de ciclisme en ruta de 2017 es disputaren del 17 al 24 de setembre de 2017 a Bergen, a Noruega.

## Programa de les proves
| 17 de setembre            | 12h 05'        | 13h 55'        | Contrarellotge per equips femenins  | 42,5 km        | 42,5 km |        |        |        |        |
| 17 de setembre            | 15h 35'        | 17h 25'        | Contrarellotge per equips masculins | 42,5 km        | 42,5 km |        |        |        |        |
| Contrarellotge individual |                |                |                                     |                |         |        |        |        |        |
| 18 de setembre            | 10h 35'        | 11h 50'        | Contrarellotge femenina júnior      | 16.1 km        | 16.1 km |        |        |        |        |
| 18 de setembre            | 13h 05'        | 17h 35'        | Contrarellotge masculina sub-23     | 37,2 km        | 37,2 km |        |        |        |        |
| 19 de setembre            | 11h 35'        | 13h 30'        | Contrarellotge masculina júnior     | 21,1 km        | 21,1 km |        |        |        |        |
| 19 de setembre            | 15h 55'        | 17h 15'        | Contrarellotge femenina             | 21,1 km        | 21,1 km |        |        |        |        |
| 20 de setembre            | 13h 05'        | 17h 45'        | Contrarellotge masculina            | 31 km          | 31 km   |        |        |        |        |
| Cursa en línia            | Cursa en línia | Cursa en línia | Cursa en línia                      | Cursa en línia | Voltes  | Voltes | Voltes | Voltes | Voltes |
| 22 de setembre            | 10h 05'        | 12h 15'        | Cursa en línia femenina júnior      | 76,4 km        | 4       |        |        |        |        |
| 22 de setembre            | 13h 15'        | 17h 35'        | Cursa en línia masculina sub-23     | 191 km         | 10      |        |        |        |        |
| 23 de setembre            | 09h 30'        | 12h 45'        | Cursa en línia masculina júnior     | 133,8 km       | 4       |        |        |        |        |
| 23 de setembre            | 13h 15'        | 17h 15'        | Cursa en línia femenina             | 152,8 km       | 8       |        |        |        |        |
| 24 de setembre            | 10h 05'        | 16h 50'        | Cursa en línia masculina            | 267,5 km       | 11      |        |        |        |        |

## Resultats
|                                             | Or | Or         | Argent | Argent     | Bronze | Bronze      |
| Proves masculines professionals             | |            | |            | |             |
| Cursa en línia masculina detalls            | Peter Sagan (SVK) | 6h 28' 11" | Alexander Kristoff (NOR) | + 0"       | Michael Matthews (AUS) | + 0"        |
| Contrarellotge masculina detalls            | Tom Dumoulin (NED) | 44' 41.00" | Primož Roglič (SLO) | + 57.79"   | Chris Froome (GBR) | + 1' 21.25" |
| Contrarellotge per equips masculins detalls | Team Sunweb | 42' 50.42" | BMC Racing Team | + 8.29"    | Team Sky | + 22.35"    |
| Contrarellotge per equips masculins detalls | Tom Dumoulin (NED) · Lennard Kämna (GER) · Wilco Kelderman (NED) · Søren Kragh Andersen (DEN) · Michael Matthews (AUS) · Sam Oomen (NED)  | 42' 50.42" | Rohan Dennis (AUS) · Silvan Dillier (SUI) · Stefan Küng (SUI) · Daniel Oss (ITA) · Miles Scotson (AUS) · Tejay van Garderen (EUA)              | + 8.29"    | Owain Doull (GBR) · Chris Froome (GBR) · Vasil Kiryienka (BLR) · Michał Kwiatkowski (POL) · Gianni Moscon (ITA) · Geraint Thomas (GBR)            | + 22.35"    |
| Proves femenines elit                       | |            | |            | |             |
| Cursa en línia femenina detalls             | Chantal Blaak (NED) | 4h 06' 30" | Katrin Garfoot (AUS) | + 28"      | Amalie Dideriksen (DEN) | + 28"       |
| Contrarellotge femenina detalls             | Annemiek van Vleuten (NED) | 28' 50.35" | Anna van der Breggen (NED) | + 12.16"   | Katrin Garfoot (AUS) | + 18.93"    |
| Contrarellotge per equips femenins detalls  | Team Sunweb | 55' 41.63" | Boels Dolmans | + 12.43"   | Cervélo Bigla | + 28.02"    |
| Contrarellotge per equips femenins detalls  | Lucinda Brand (NED) · Leah Kirchmann (CAN) · Floortje Mackaij (NED) · Coryn Rivera (EUA) · Sabrina Stultiens (NED) · Ellen van Dijk (NED) | 55' 41.63" | Chantal Blaak (NED) · Karol-Ann Canuel (CAN) · Megan Guarnier (EUA) · Christine Majerus (LUX) · Amy Pieters (NED) · Anna van der Breggen (NED) | + 12.43"   | Stephanie Gaumnitz (DEU) · Lisa Klein (DEU) · Clara Koppenburg (DEU) · Lotta Lepistö (FIN) · Cecilie Uttrup Ludwig (DEN) · Ashleigh Moolman (RSA) | + 28.02"    |
| Proves masculines sub-23                    | |            | |            | |             |
| Cursa en línia masculina sub-23 detalls     | Benoît Cosnefroy (FRA) | 4h 48' 23" | Lennard Kämna (GER) | s.t.       | Michael Svendgaard (DEN) | + 3"        |
| Contrarellotge masculina sub-23 detalls     | Mikkel Bjerg (DEN) | 47'06.48"  | Brandon McNulty (EUA) | + 1'05.92" | Corentin Ermenault (FRA) | + 1'16.65"  |
| Proves masculines júniors                   | |            | |            | |             |
| Cursa en línia masculina júnior detalls     | Julius Johansen (DEN) | 3h 10' 48" | Luca Rastelli (ITA) | + 51"      | Michele Gazzoli (ITA) | + 51"       |
| Contrarellotge masculina júnior detalls     | Thomas Pidcock (GBR) | 28' 02.15" | Antonio Puppio (ITA) | + 11.92"   | Filip Maciejuk (POL) | + 13.29"    |
| Proves femenines júniors                    | |            | |            | |             |
| Cursa en línia femenina júnior detalls      | Elena Pirrone (ITA) | 2h 06' 17" | Emma Norsgaard (DEN) | + 12"      | Letizia Paternoster (ITA) | + 12"       |
| Contrarellotge femenina júnior detalls      | Elena Pirrone (ITA) | 23'19.72"  | Alessia Vigilia (ITA) | + 6.38"    | Madeleine Fasnacht (AUS) | + 42.32"    |

## Medaller
| Posició | País          | Or | Plata | Bronze | Total |
| 1       | Països Baixos | 4  | 2     | 0      | 6     |
| 2       | Itàlia        | 2  | 3     | 2      | 7     |
| 3       | Dinamarca     | 2  | 1     | 2      | 5     |
| 4       | Alemanya      | 1  | 1     | 1      | 3     |
| 5       | Regne Unit    | 1  | 0     | 2      | 3     |
| 6       | França        | 1  | 0     | 1      | 2     |
| 7       | Eslovàquia    | 1  | 0     | 0      | 1     |
| 8       | Estats Units  | 0  | 2     | 0      | 2     |
| 9       | Austràlia     | 0  | 1     | 3      | 4     |
| 10      | Noruega       | 0  | 1     | 0      | 1     |
| 10      | Eslovènia     | 0  | 1     | 0      | 1     |
| 12      | Polònia       | 0  | 0     | 1      | 1     |
| Total   | Total         | 12 | 12    | 12     | 36    |